# Red Table Talk
Red Table Talk è un talk show statunitense condotto da Jada Pinkett Smith, sua figlia Willow Smith e sua madre Adrienne Banfield-Norris. La trasmissione va in onda su Facebook Watch a partire dal 2018 ed è stata rinnovata per 5 stagioni. Nel 2021 il programma ha vinto un Daytime Emmy Award.

## Storia del programma
Nel gennaio 2018 è stata annunciata la collaborazione fra Facebook Watch e Jada Prinkett Smith, Willow Smith e Adrienne Banfield-Norris per la realizzazione di una nuova trasmissione televisiva. La première dello show, inizialmente attesa per l'aprile 2018, è avvenuta nel maggio successivo. In seguito a un riscontro positivo dell'utenza e a candidature a importanti riconoscimenti come i Daytime Emmy Awards, il programma è stato rinnovato per una seconda stagione. Successivamente la trasmissione è stata rinnovata ancora, arrivando a una quinta edizione nel 2022.

## Descrizione del programma
La descrizione ufficiale del programma lo descrive come "un forum dove vengono condivisi i punti di vista di tre generazioni differenti sui più disparati argomenti".

## Accoglienza
L'episodio pilota della trasmissione è stato visionato oltre 21 milioni di volte a partire dalla sua pubblicazione.

## Eredità
A partire dal 2020, Facebook Watch ha prodotto uno spin off della trasmissione intitolato Red Table Talk: The Estefans, condotto da Gloria Estefan, Emily Estefan e Lili Estefan.

## Premi e nomination
| Anno | Premio                            | Categoria                                                                                     | Nomina                                                                            | Risultato       | Fonte  |
| ---- | --------------------------------- | --------------------------------------------------------------------------------------------- | --------------------------------------------------------------------------------- | --------------- | ------ |
| 2018 | Streamy Awards                    | Non-Fiction Series                                                                            | Red Table Talk                                                                    | Candidato/a     | [ 10 ] |
| 2018 | People's Choice Awards            | The Daytime Talk Show of 2018                                                                 | Red Table Talk                                                                    | Candidato/a     | [ 11 ] |
| 2019 | Daytime Emmy Awards               | Outstanding Talk Show/Informative                                                             | Red Table Talk                                                                    | Candidato/a     | [ 12 ] |
| 2019 | NAACP Image Awards                | Outstanding Host in a Talk or News / Information (Series or Special) - Individual or Ensemble | Jada Pinkett Smith, Willow Smith e Adrienne Banfield-Norris                       | Vincitore/trice | [ 13 ] |
| 2021 | Critics' Choice Television Awards | Best Talk Show                                                                                | Red Table Talk                                                                    | Candidato/a     | [ 14 ] |
| 2021 | MTV Movie & TV Awards             | Best Talk/Topical Show                                                                        | Red Table Talk                                                                    | Candidato/a     | [ 15 ] |
| 2021 | Daytime Emmy Awards               | Outstanding Talk Show Informative                                                             | Red Table Talk                                                                    | Vincitore/trice | [ 2 ]  |
| 2021 | Daytime Emmy Awards               | Outstanding Talk Show Informative                                                             | Red Table Talk: The Estefans                                                      | Candidato/a     | [ 2 ]  |
| 2021 | Daytime Emmy Awards               | Outstanding Informative Talk Show Host                                                        | Jada Pinkett Smith, Willow Smith and Adrienne Banfield-Norris (da Red Table Talk) | Candidato/a     | [ 2 ]  |
| 2021 | Daytime Emmy Awards               | Outstanding Informative Talk Show Host                                                        | Gloria Estefan, Emily Estefan e Lili Estefan (da Red Table Talk: The Estefans)    | Candidato/a     | [ 2 ]  |
| 2021 | Daytime Emmy Awards               | Outstanding Daytime Non-fiction Special                                                       | Red Table Talk: Will Smith’s Red Table Takeover: Resolving Conflict               | Candidato/a     | [ 2 ]  |
| 2021 | Daytime Emmy Awards               | Outstanding Hairstyling                                                                       | Red Table Talk                                                                    | Candidato/a     | [ 2 ]  |
| 2021 | Daytime Emmy Awards               | Outstanding Make-Up                                                                           | Red Table Talk                                                                    | Candidato/a     | [ 2 ]  |